# Haruna Jammeh
Haruna Janmeh (Bakau, Gambia, 1991. június 2. –) gambiai válogatott labdarúgó, csatár, középpályás. Jelenleg a Szeged-Csanád Grosics Akadémia játékosa.

## Pályafutása
A Samger FC csapatánál nevelkedett és a klub első csapatában is bemutatkozott. 2010 tavaszán érkezett Magyarországra, első csapata pedig a Budapest Honvéd volt. A felnőtteknél nem jutott szóhoz, a Honvéd II-ben 26 meccs jutott neki, s ezeken három gólt szerzett. Másfél év után nem hosszabbított vele a Honvéd. Ő csapatkeresésbe kezdett és júliusban a Kaposvárhoz írt alá. Három évig játszott Somogyban és 53 NB I-es meccsen lépett pályára és ezeken 4 gólt szerzett. 2014 nyarán kiesett a Kaposvár az élvonalból, s a külföldi játékosait szélnek eresztette. Ekkor próbajátékon szerepelt a Lombard Pápánál ahol szerződést is kínáltak neki, igaz a féléves pápai kalandja nem volt túlságosan sikeres. 2015 őszén a horvát NK Koprivnicához került. 2016 nyarán visszatért Magyarországra, a Balatoni Vasashoz került.